# Рамбоне, Дженнаро
Дженнаро Рамбоне (итал. Gennaro Rambone; родился 1 апреля 1935 года, Неаполь, Италия — 12 июня, 2010 года, там же) — итальянский футболист, выступающий на позиции нападающего, тренер.

## Карьера
Дженнаро родился в районе Рионе Санита, Неаполь. Будучи игроком, выступал за «Катандзаро», «Брешию», «Венецию», «Салернитану» и «Матеру» в различных дивизионах Италии. Дебютировал в серии А в клубе родного города «Наполи» в сезоне 1959/60, сыграв в единственном сезоне 8 матчей, и забив один гол в проигранном матче с «Бари» (1:2) 20 декабря 1959 года.
Позже стал тренером множества команд, в основном, низших дивизионов. Тем не менее, в сезоне 1982/83 он вновь поработал в высшем дивизионе. Вновь в родном клубе, став сотренером Бруно Пезаолы. Позднее, поработал с клубами серии B: «Комо», «Падуя» и «Катания». Позднее, один год отработал тренером-консультантом в марсельском «Олимпике».